# Міхал Соловов
Міхал Соловов (пол. Michał Sołowow; нар. 11 липня 1962, Кельці) — польський підприємець та автогонщик. Триразовий віце-чемпіон Європи з ралі (2008-2009 та 2012).
У рейтингу найбагатших поляків 2015 року (за версією журналу «Форбс») Міхал Соловов посідає третє місце зі статками у 7,7 млрд. злотих. У рейтингу найбагатших людей світу він посідає 949 місце (станом на 2015 рік).
Має частки у власності таких компаній, як Synthos (хімічна промисловість), Echo Investment (девелоперський бізнес), Rovese (власник торгової марки Cersanit, виробництво санітарної кераміки), а також Barlinek (виробництво паркету).